# Pantigliate
Pantigliate település Olaszországban, Lombardia régióban, Milánó megyében. Lakosainak száma 5763 fő (2023. január 1.). Pantigliate Mediglia, Rodano, Peschiera Borromeo és Settala községekkel határos.

## Népesség
A település lakossága az elmúlt években az alábbi módon változott:
| Lakosok száma | 5807 | 6113 | 6058 | 5763 |
|               | 2013 | 2017 | 2018 | 2023 |